# Lázaro Zographos

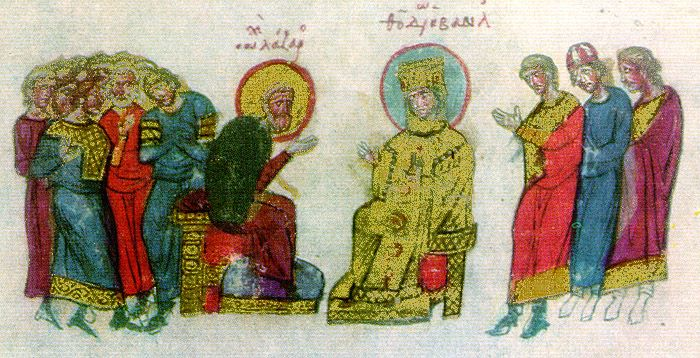
Ídem, Lázaro ante la emperadora Teodora.

Lázaro Zographos (Λάζαρος Ζωγράφος -"Lázaro el pintor"-), Lázaro de Constantinopla o Lázaro el iconógrafo (Armenia, ca. 810 - Gálata, 867) fue un monje, embajador y pintor bizantino, comprometido con el bando iconódulo, que destacó por su oposición a la política imperial iconoclasta durante el reinado de Teófilo. Es considerado santo por las iglesias ortodoxa y católica.
Según hagiografía, llegó a Constantinopla muy joven, se hizo monje basilio y aprendió a pintar. Contraviniendo las órdenes imperiales y de Juan VII de Constantinopla (Juan el Gramático, patriarca entre 837 y 843), se negó a dejar de pintar y destruir sus pinturas, por lo que fue puesto en prisión y torturado; dado por muerto, fue arrojado a una cloaca. A pesar de ello, sobrevivió y volvió a pintar y restaurar imágenes destruidas por los iconoclastas. Se le volvió a apresar y se le quemaron sus manos con herraduras calentadas al rojo vivo. La emperatriz Teodora (la esposa de Teófilo, que era de origen armenio como Lázaro), pidiéndole que perdonara a su marido y rezara por él, le ayudó a esconderse en el monasterio de San Juan Bautista llamado Phoberon (φοβερὸν -"temeroso"-) o Phoberou (Φοβερου̑), en la costa asiática del Bósforo (no debe confundirse con el monasterio de Studion, en la costa europea, cuya advocación también es San Juan Bautista -πρόδρομος Prodromos, "el Precursor"-); donde curó y volvió a pintar, cobrando fama de milagroso su icono del santo titular del monasterio. Tras la restauración del bando iconódulo, a la muerte de Teófilo, pintó en 843 el famoso Cristo Chalkites (Χαλκιτες) sobre la Puerta Chalke ("de bronce") del Gran Palacio de Constantinopla. En 856 fue enviado a Roma como embajador de Miguel III (hijo de Teófilo y Teodora -ésta ejercía la regencia-) ante el papa Benedicto III "para consolidar la concordia y la unidad de toda la Iglesia", y de nuevo con la misma misión en 867, aunque murió en Gálata antes de llegar a su destino. Se le enterró en el monasterio de Evanderes, en las cercanías de Constantinopla. 
Su fiesta se celebra el 17 de noviembre del calendario eclesiástico ortodoxo y el 23 de febrero del calendario romano general de la Iglesia católica. Es patronazgo de los pintores (no debe confundirse con Lucas el Evangelista, también patrón de los pintores -véase San Lucas retratando a la Virgen y Guilda de San Lucas-).

## El CristoChalkites
Se describe como de grandes dimensiones, pero, aunque parece que el realizado por Lázaro era un mosaico, no está claro si el original también lo era (podría haber sido un fresco o una tabla), ni en qué forma estaba representado Cristo (entronizado o de pie, de cuerpo entero o como busto); se ha propuesto que las representaciones de Cristo en los mosaicos del nártex de San Salvador en Cora (siglo XIV) y dos imágenes del siglo VI (un marfil y el famoso icono conservado en Santa Catalina del Sinaí), serían algunas de sus copias. En la pintura rusa la iconografía del Cristo Chalkites (Христос Халки) es la de una cabeza sin nimbo, detrás de la cual hay una cruz. También se denomina "Cristo de los ojos ardientes" o "furiosos" (Спас Ярое око).

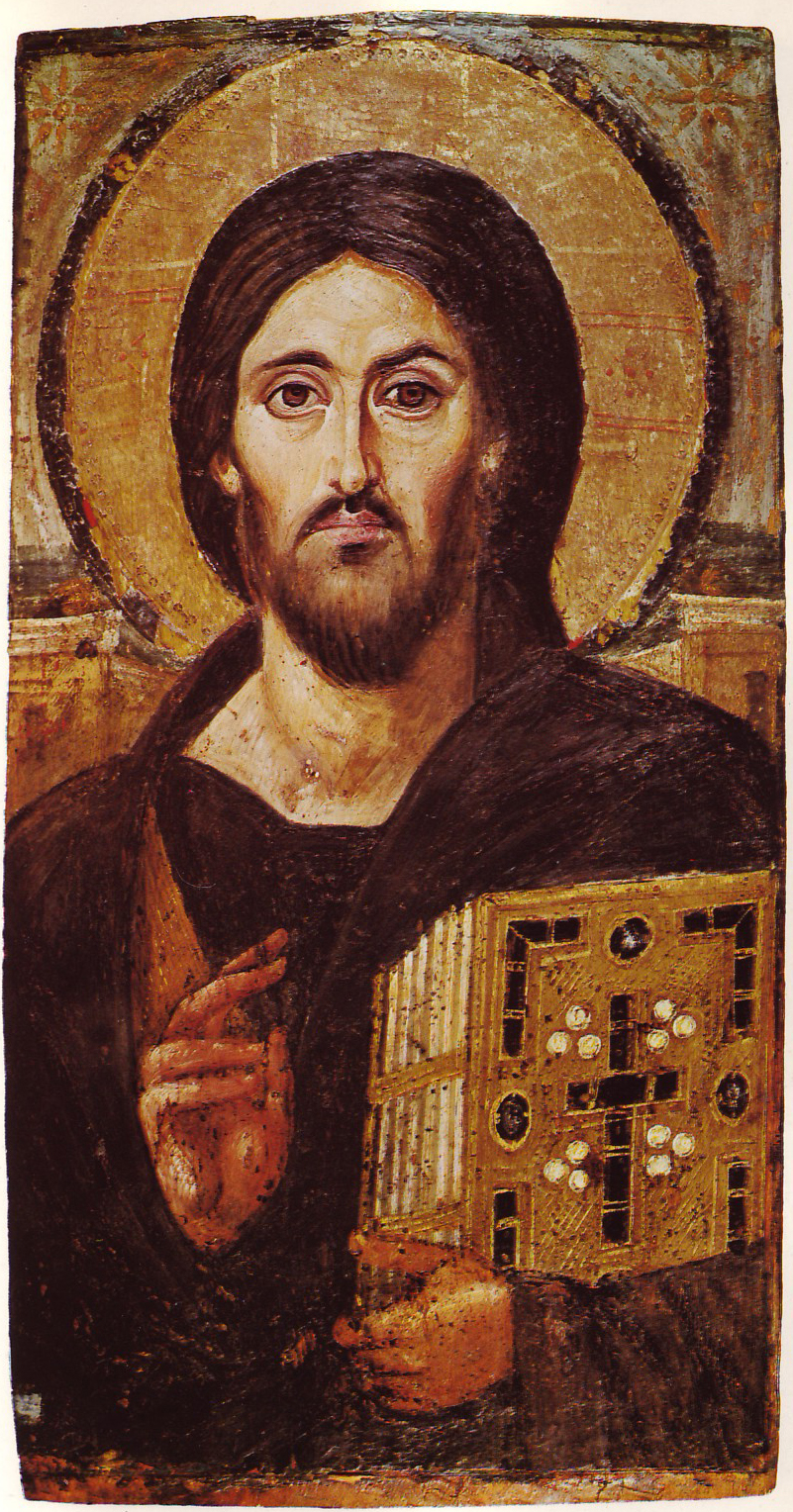
Icono del Sinaí (siglo VI).
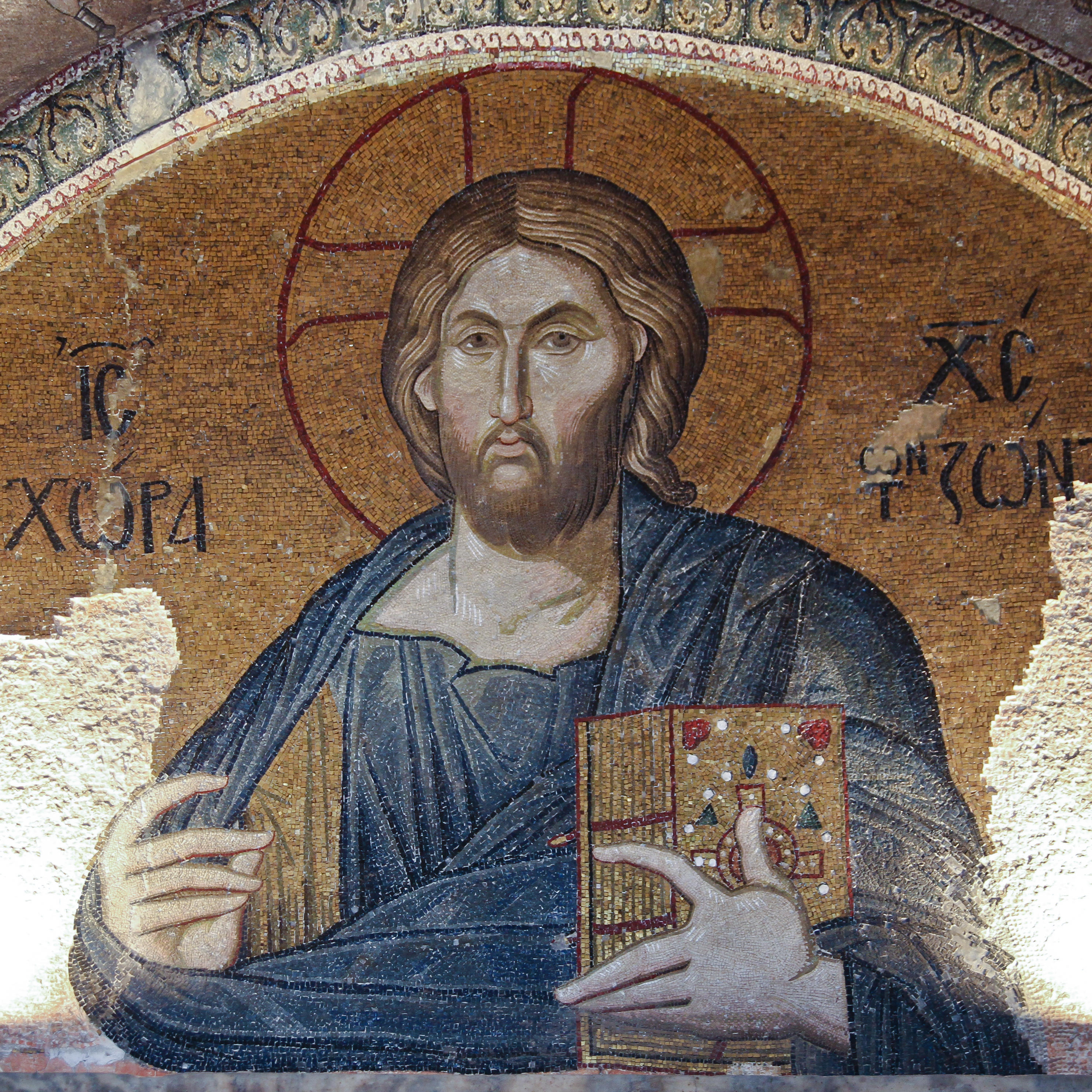
Mosaico denominado "del Pantokrator" en el nártex externo (exonártex) de San Salvador en Cora.
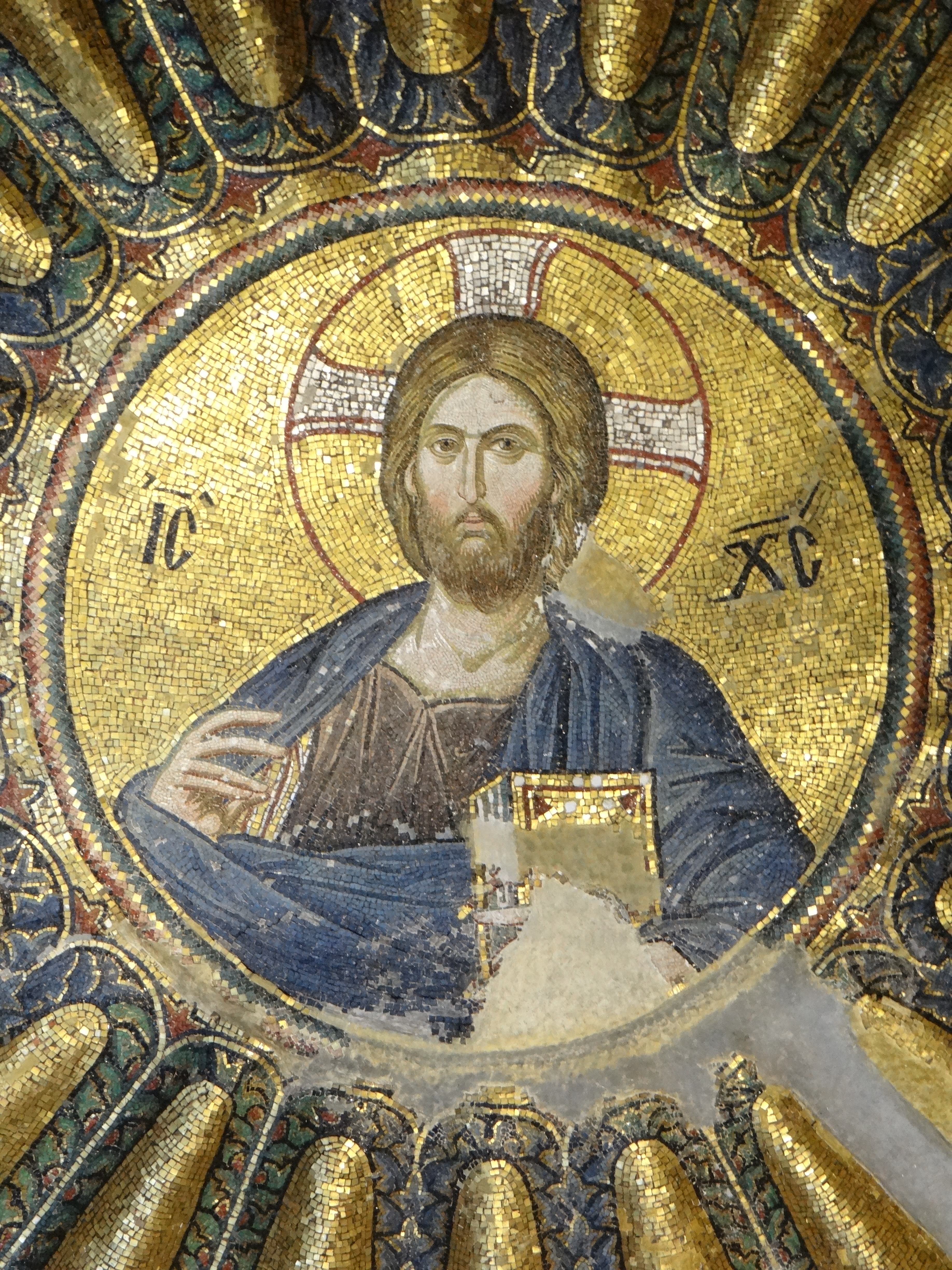
Mosaico de la cúpula sur del nártex interno (esonártex) de San Salvador en Cora. Es un Pantokrator rodeado por imágenes que representan la genealogía de Cristo.
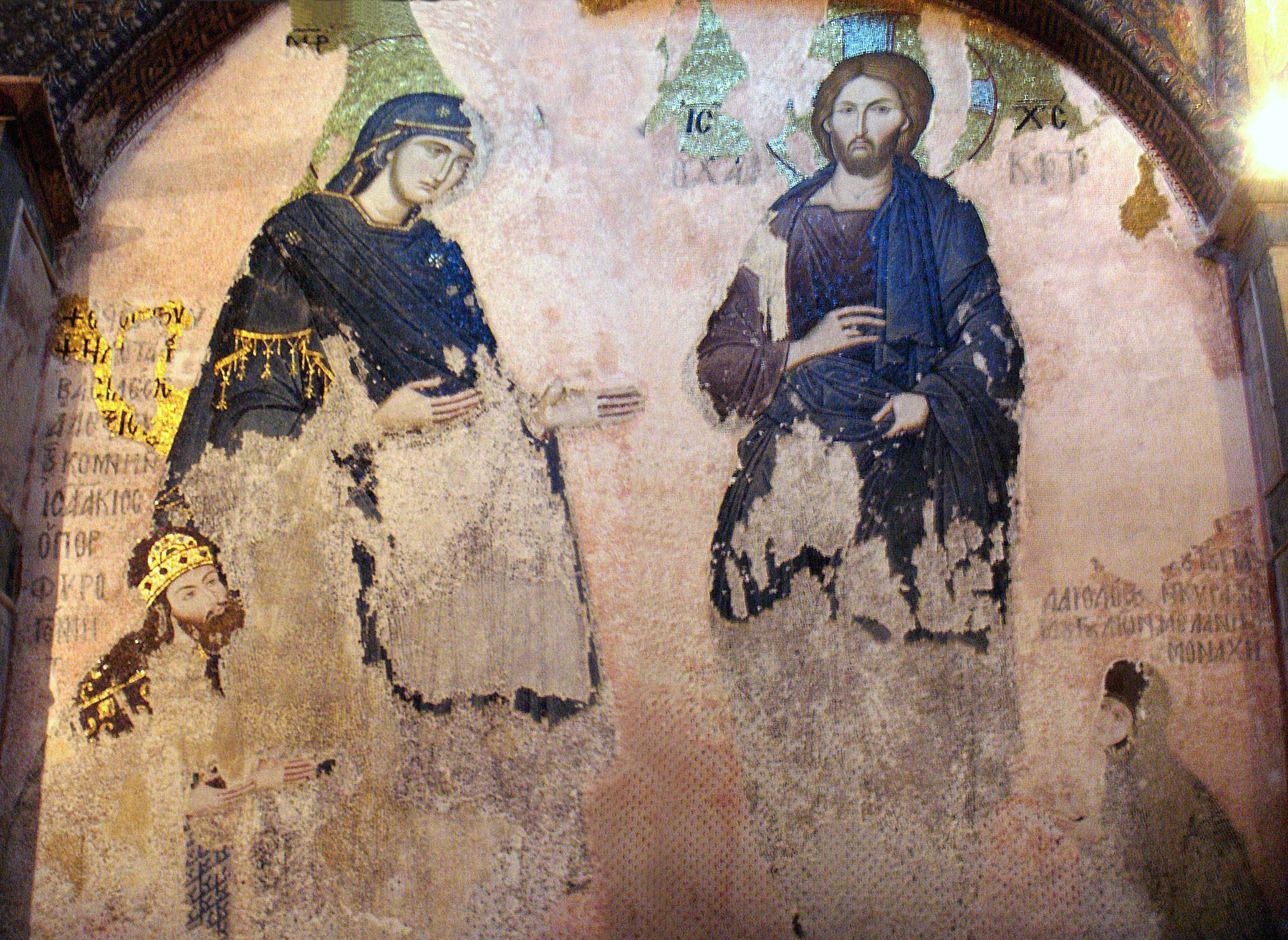
Mosaico denominado "de la Deesis" en el nártex de San Salvador en Cora (bajo María se representa a Isaac I Comneno, hijo de Alejo I Comneno, y bajo Cristo a María Paleóloga, hija de Miguel VIII Paleólogo.
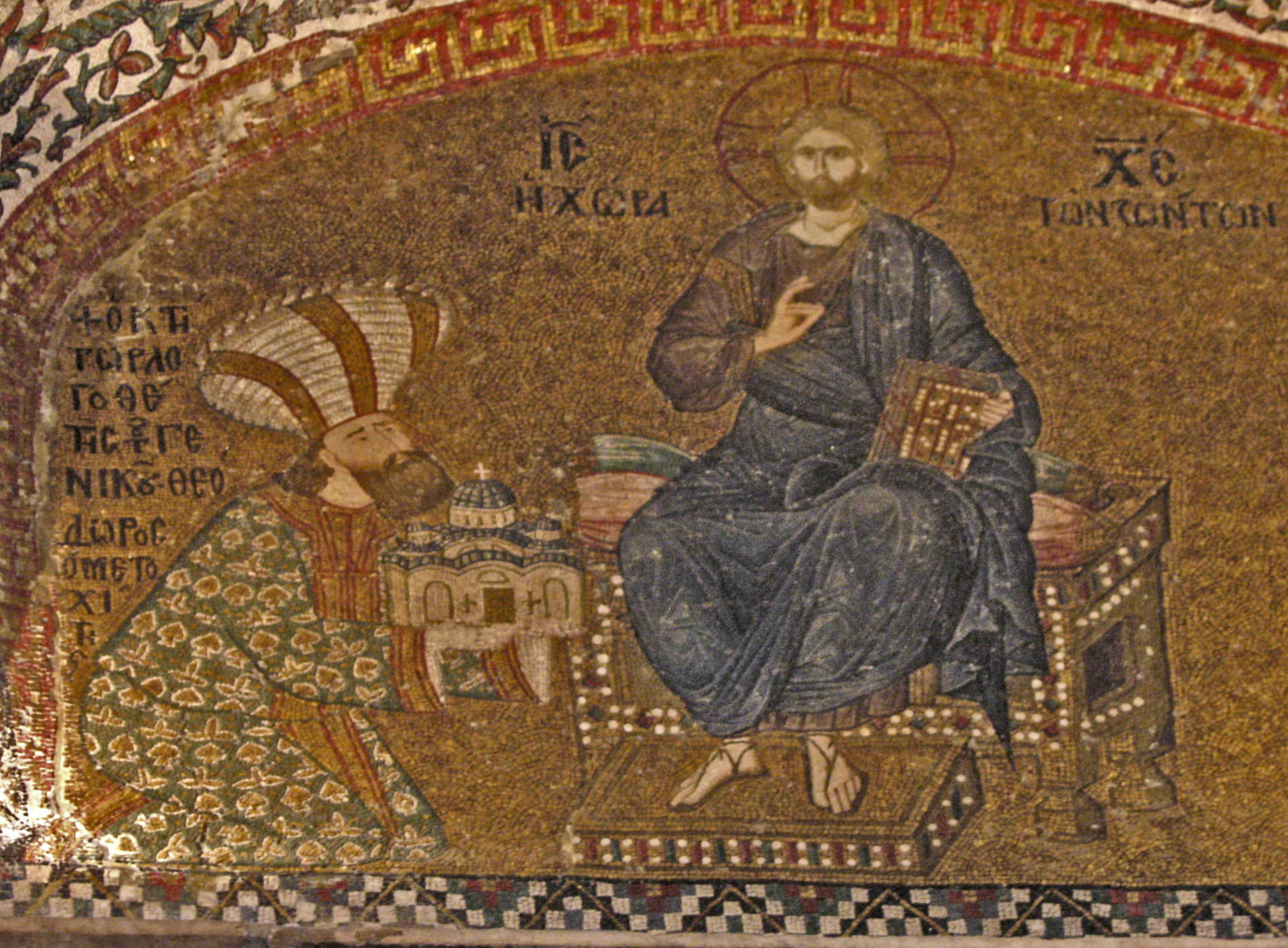
Mosaico denominado "de la dedicación" (Teodoro Metoquita ofrece a Cristo una maqueta que simboliza la construcción de la iglesia) en el nártex de San Salvador en Cora.